# Jolkino (Kaliningrad)
Jolkino (russisch Ёлкино, deutsch Hermoneiten, 1938–1945 Hermannsdorf (Ostpr.), litauisch Ermonaičiai) ist ein (fast) verlassener Ort in der russischen Oblast Kaliningrad. Er befindet sich im Rajon Krasnosnamensk am Südufer der Szeszuppe.

## Geschichte

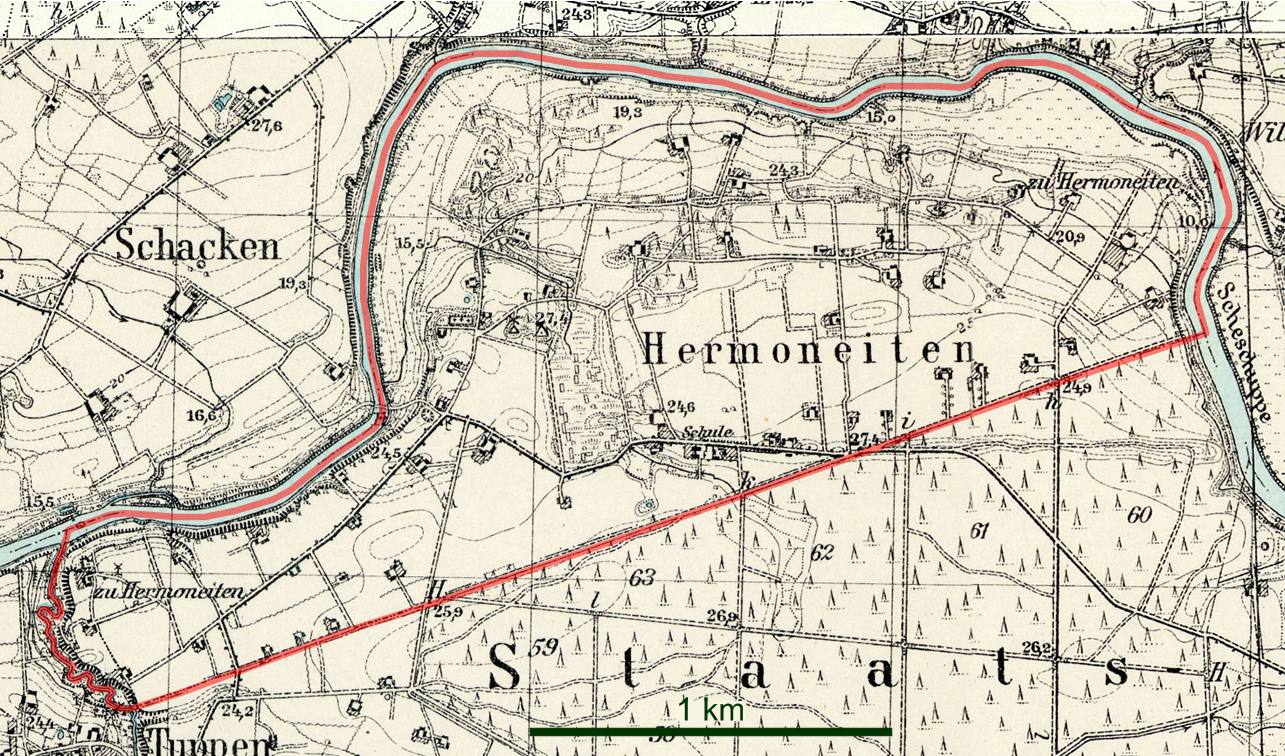
Die Landgemeinde Hermoneiten auf einem Messtischblatt von 1927

Hermoneiten war im 18. Jahrhundert ein königliches Bauerndorf. Im Jahr 1874 wurde die Landgemeinde Hermoneiten in den neu gebildeten Amtsbezirk Tuppen im Kreis Pillkallen eingegliedert. 1938 wurde Hermoneiten in Hermannsdorf umbenannt.
1945 kam der Ort in Folge das Zweiten Weltkriegs mit dem nördlichen Ostpreußen zur Sowjetunion. 1947 erhielt er den russischen Namen Jolkino und wurde gleichzeitig dem Dorfsowjet Podgorodnenski selski Sowet im Rajon Krasnosnamensk zugeordnet. Später gelangte der Ort in den Timofejewski selski Sowet. Jolkino wurde vor 1988 aus dem Ortsregister gestrichen. Ein Anwesen befindet sich dort allerdings noch (Stand 2021), das laut Karte zu Dolgoje (Beinigkehmen/Beinicken) gehört.

### Einwohnerentwicklung
| Jahr | Einwohner |
| ---- | --------- |
| 1867 | 199       |
| 1871 | 192       |
| 1885 | 265       |
| 1905 | 315       |
| 1910 | 306       |
| 1933 | 273       |
| 1939 | 248       |

## Kirche
Hermoneiten/Hermannsdorf gehörte zum evangelischen Kirchspiel Lasdehnen.

## Schule
Hermoneiten/Hermannsdorf war Schulort.